# Gamók
A gamók egy Etiópiában élő népcsoport, számuk kb. 1,1 millió (2007), ezzel az ország tizedik legnépesebb nemzetiségét alkotják.

## Lakóhely
Elsősorban a Déli nemzetek, nemzetiségek és népek szövetségi államban élnek, ahol a népesség 7%-át teszik ki. Ezen belül a Gamo-Gofa Zónában (korábban a Semien Omo Zóna egy része) a legmagasabb az arányuk. A gamók földje az Abaya- és a Chamo tavaktól nyugatra fekvő átlagosan 1200 méter magas fennsíkon található.

## Életmód
A gamók ma elsősorban gyümölcstermesztéssel (banán, mangó, papaya) foglalkoznak. A népcsoport országszerte híres szövőiről, akik a fővárosban is nagyobb számban telepedtek meg.

## Nyelv
Nyelvük a gamo-gofa-dawro az afroázsiai nyelvcsalád omói ágának északi csoportjába tartozik. Legközelebbi rokonaik a gofa, a dawro és a welaita nyelvek.

## Fordítás
- Ez a szócikk részben vagy egészben  a   Gamo people című angol Wikipédia-szócikk fordításán alapul.  Az eredeti cikk szerkesztőit annak laptörténete sorolja fel. Ez a jelzés csupán a megfogalmazás eredetét és a szerzői jogokat jelzi, nem szolgál a cikkben szereplő információk forrásmegjelöléseként.